# Die Liebe der Danae

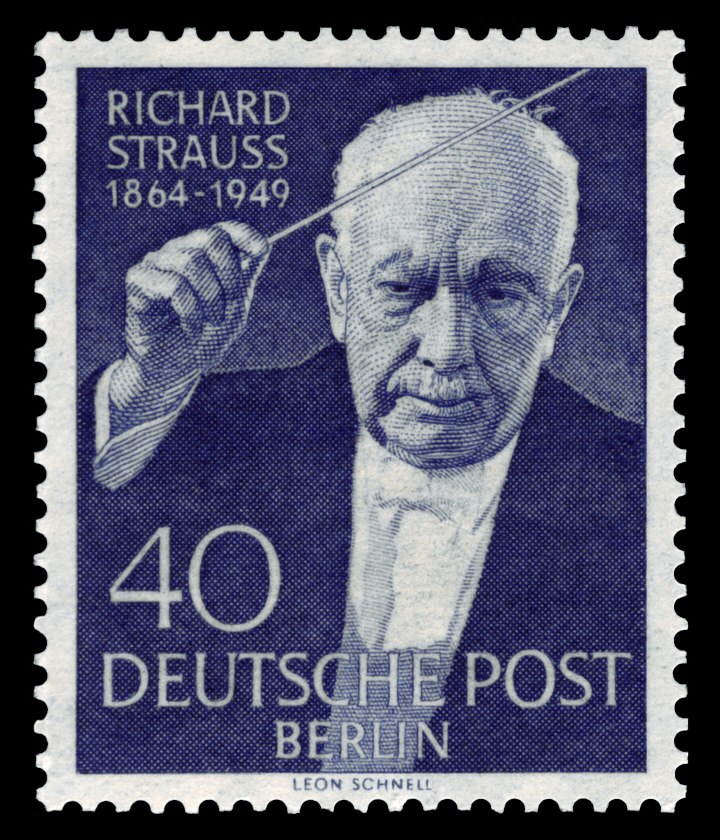

Die Liebe der Danae (Heitere Mythologie in drei Akten) (Danaes kärlek, en munter mytologi) är en opera i tre akter (op. 82) med musik av Richard Strauss och text av Joseph Gregor. Verket är en blandning av de (sinsemellan olika) grekiska myterna om Danaë och Midas.

## Bakgrund

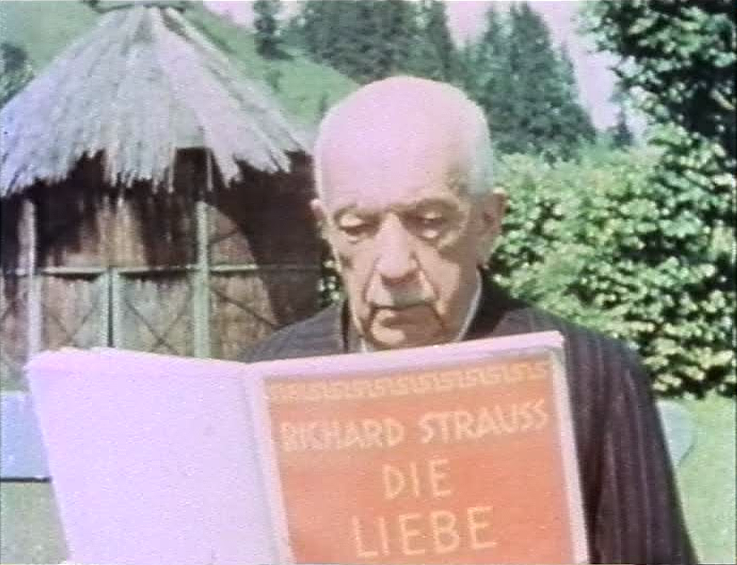
Richard Strauss studerar partituret till Danae

Ursprunget till operan dateras ända till 1920, då Strauss närmaste medarbetare och librettist Hugo von Hofmannsthal i ett brev föreslog scenariot Danae, oder die Vernunftheirat (Danae eller resonemangspartiet) som ämne till en mytologisk opera. Men vid denna tid hade Strauss inget behov av ett nytt libretto, inte ens från von Hofmannsthals penna. Han var fullt upptagen med sina åtaganden som dirigent vid Wiener Staatsoper, sina konsertresor till Sydamerika och två stora kompositioner: baletten Schlagobers och operan Intermezzo. Därav blev inget. Istället bestämde de sig för berättelsen om Sköna Helena som blev till operan Die ägyptische Helena.
Det var inte förrän 1936, sju år efter von Hofmannsthals död, som Strauss återvände till Danae. von Hofmannsthals text hade 1933 publicerats i en tidskrift som Strauss gode vän och dirigentkollega Willi Schuh sände honom. Då höll Strauss på att arbeta med operan Daphne tillsammans med Joseph Gregor. Strauss rådde Gregor att läsa artikeln, vilket denne gjorde varpå han  påminde Strauss om att han faktiskt hade föreslagit detta ämne i början av deras samarbete, något som Strauss förnekade eller hade glömt bort. Gregor försökte föreslå andra ämnen, men Strauss hade bestämt sig för von Hofmannsthals Danae. Precis som med operorna Rosenkavaljeren och Ariadne på Naxos såg Strauss framför sig en opera som blandade komedi med seriös drama. Ursprungligen hade han tänkt komponera ett lättsamt stycke i stil med Jacques Offenbachs parodiska operetter på klassiska mytologier, men under arbetets gång ändrade han inställning mot det rent seriösa. Arbetsnamnet på verket var än så länge Midas och Danae men titeln skulle ändras flera gånger. Danae skulle ta längre tid att färdigställa än något annat verk av Strauss - mer än fyra år - och problemet var, enligt Strauss, Gregor. Denne försökte ändra texten och lägga in lite av sina egna idéer och ord, något som Strauss upptäckte omedelbart. I februari 1937 läste och förkastade Strauss det första av Gregors förslag såsom alltför tungt och svårläst. Under de nästföljande 18 månaderna skrev Gregor för fullt, ändå hade Strauss inget material att arbeta med. Han bad om en genomtänkt prosaversion, en lätt komedi, till och med ett detaljerat scenario. Allt var bättre än de "uppstyltade rader" som Gregor sände honom. För att komma någon vart vände sig Strauss till dirigentkollegan Clemens Krauss om hjälp (liksom han hade gjort under arbetet med Daphne). Krauss föreslog en utökning till tre akter istället för de planerade två, samt att Jupiters roll (som hos Hofmannsthal bara förekommer sporadiskt) skulle utökas och ges en mer framträdande plats i handlingen. Trots att Gregor följde Krauss råd förkastade Strauss åter nya textförslag och sa att han inte ville läsa ordet Geliebter (älskade) en gång till. Gregor blev sårad och lade ner arbetet under flera veckor. Han vägrade till och med att närvara vid premiären av deras gemensamma opera Daphne i oktober 1938. Strauss göt olja på vågorna och samarbetet återupptogs på nytt. Första akten var klar den 7 september 1939 (bara dagar efter andra världskrigets utbrott). Akt två var färdig 20 november 1939 och akt tre 28 juni 1940, då hade Strauss och Krauss redan hunnit arbeta med operan Capriccio i över ett år.

## Uppförandet
Under den oroliga tiden före andra världskrigets utbrott hade arbetet med Danae varit till stor tröst och stöd för Strauss. Men i och med Tysklands invasion av Polen den 1 september 1939 bestämde han att operan inte skulle uppföras förrän tidigast två år efter fredsslutet. 1918 hade han haft alltför bråttom med att få de tyska operahusen att sätta upp Die Frau ohne Schatten och skyllde operans måttliga framgång på detta. Vis av skadan ämnade han nu vänta med premiären. Fyllda 76 insåg han att han kanske aldrig skulle få se operan. Han ändrade då sitt beslut och medgav en premiär i samband med Festspelen i Salzburg 5 augusti 1944 (senare skulle datumet ändras till 15 augusti). Utöver Danae skulle även Mozarts operor Così fan tutte och Trollflöjten spelas. Det var tänkt att ytterligare fem föreställningar skulle ges. Krauss var ansvarig för festspelen och såg till att dekor och kostym blev klara. Det som inte fanns i Tyskland fick han åka till Italien för att finna. Reserestriktionerna gjorde att inga utländska sångare kunde engageras. Efter en flygattack över München tidigt på sommaren 1944 förstördes en del av trädekoren, några kolonner avsedda för akt två och ett antal hundra meter tyg. Krauss skrev till Strauss 28 juni 1944:
Det var stora problem med transporterna från München till Salzburg. Vi var tvungna att flytta de färdiga scenografisektionerna i flyttbilar som gick på gengas. Dekoren för de tre scenerna i akt tre gjordes i Prag och anlände planenligt förra veckan. Hela kostymavdelningen, som fick sluta arbeta i München eftersom det var så få dagar med elektricitet och ljus, flyttade in i tillfälliga lokaler i Salzburg förra veckan. De tog med sig alla kostymer som de hade påbörjat, och material för resten.
All personal gick fullständigt upp i sitt arbete. Medan världen utanför stod i brand levde de bara för Jupiter och Midas, för Danae och Xanthe. Men efter 20 juli-attentatet mot Hitler förklarade propagandaminister Joseph Goebbels den 1 augusti att Tyskland befann sig i total krigföring, vilket innebar att alla teatrar skulle stängas inom Tredje rikets gränser. Alla män skulle bli soldater och kvinnorna hjälpa till i vapenfabrikerna. Krauss lyckades övertala Goebbels att göra ett undantag för Strauss kommande 80-årsdag och vågade garantera att förberedelserna för Danae var så långt gångna att en succé var så gott som given. Villkoret blev dock att ingen föreställning av operan fick ges med publik. 7 augusti reste Strauss själv till Salzburg för att närvara vid repetitionerna. Han insåg att detta skulle bli hans sista operapremiär. Regissören Rudolf Hartmann har beskrivit en av de sista orkesterrepetitionerna:
Mot slutet av andra scenen [akt 3] reste sig Strauss och gick ner till parkettens första stolsrad. Hans omisskännliga huvud avtecknade sig i dyster silhuett mot ljuset från orkesterdiket. Orkestern spelade det ljuvliga mellanspelet före sista scenen med en otroligt vackert känsla. Helt orörlig, totalt omedveten om omgivningen stod han och lyssnade ... Några ögonblick av total tystnad följde när de sista tonerna hade förklingat. Krauss sa några ord om vad dessa sista dagar i Salzburg hade betytt för dem alla. Strauss såg ut över kanten på orkesterdiket, höjde sin hand i en gest av tacksamhet och talade till orkestern med tårfylld röst: 'Kanske kommer vi att ses i en bättre värld'. Han var oförmögen att säga mer... Alla närvarande förblev stilla medan han tyst och djupt rörd lämnade salongen.
Generalrepetitionen ägde rum 16 augusti inför en samling speciellt inbjudna gäster (mestadels bestående av krigsskadade soldater i uniform). Dirigent var Clemens Krauss, Hans Hotter sjöng rollen som Jupiter medan Krauss fru, Viorica Ursuelac sjöng Danae. Strauss applåderades fram flera gånger men höll inget tal. I sin loge efteråt klappade han partituret och sa menande mot himlen: "När jag en gång kallas dit upp hoppas jag att jag blir förlåten om jag även medtar detta." Tre dagar senare ställde tyska Kulturministeriet in de kommande föreställningar för gott.
Mot slutet av 1945 var tre operahus intresserade av att få uruppföra verket: Zürich Stadttheater, Amsterdam Opera och Kungliga Teatern i Stockholm. I ett brev till sin äldste sonson skrev Strauss 8 januari 1946:
| ” | Dessutom kommer vi nu sannolikt att ge Danaes uruppförande till Stockholm, vars utmärkte chef [Harald] André (en förstklassig regissör) därpå skall gästspela med Kungliga Teatern på Covent Garden. | „ |

Strauss lekte först med tanken att ge alla tre operahusen rätten till uruppförande men övergav snart idén, inte minst med tanke på svårigheten att rollbesätta tre olika föreställningar så kort tid efter kriget. Hans sista önskan var att operan skulle få sin premiär i Salzburg. Den officiella premiären ägde rum 14 augusti 1952 i Salzburg med Krauss som dirigent men med andra sångare. Strauss hade dött 1949 och Danae var den enda av hans operor som aldrig fick en premiär med tonsättaren själv närvarande. Sedan dess har operan uppförts sparsamt och tillhör den minst kända av Strauss operor. Orsakerna till detta är flera. Dels har den överskuggats av hans sista opera, Capriccio, som är en mer helgjuten opera och därmed en mer passande operamässig svanesång. Dels är Danae svår och kostsam att sätta upp, den kräver sofistikerade och visuella effekter för att skildra scenövergångar och magiska förvandlingar. Huvudproblemet är dock operans hårda krav på ett flertal sångare. Förutom en dramatisk sopran (Danae), en tenor (Midas) och en baryton (Jupiter) krävs det ytterligare en tenor till det krävande partiet som Merkurius i akt tre. Till detta tillkommer en kvartett av drottningar med starka röster men i relativt små roller.
Titelrollen var skriven för Ursuelacs röst och den återspeglar hennes skicklighet att bibehålla höga toner med en lång och dynamisk röstbredd. Hon hade själv föreslagit att Strauss skulle komponera en stor aria till Danae i akt tre, dessutom var det hon som hade kommit på operans titel.
Efter premiären i Salzburg 1952 sattes operan upp i Wien, Berlin, Milano och Dresden. En uppsättning från München gästspelade i London 1953 då Annelies Kupper och Leonie Rysanek sjöng vardera två föreställningar. Den amerikanska premiären (på engelska) gavs av The Opera Department of the University of Southern California i Los Angeles den 10 april 1964. Det var första gången operan spelades komplett (till och med vid Salzburgpremiären hade en del passager strukits).

## Roller

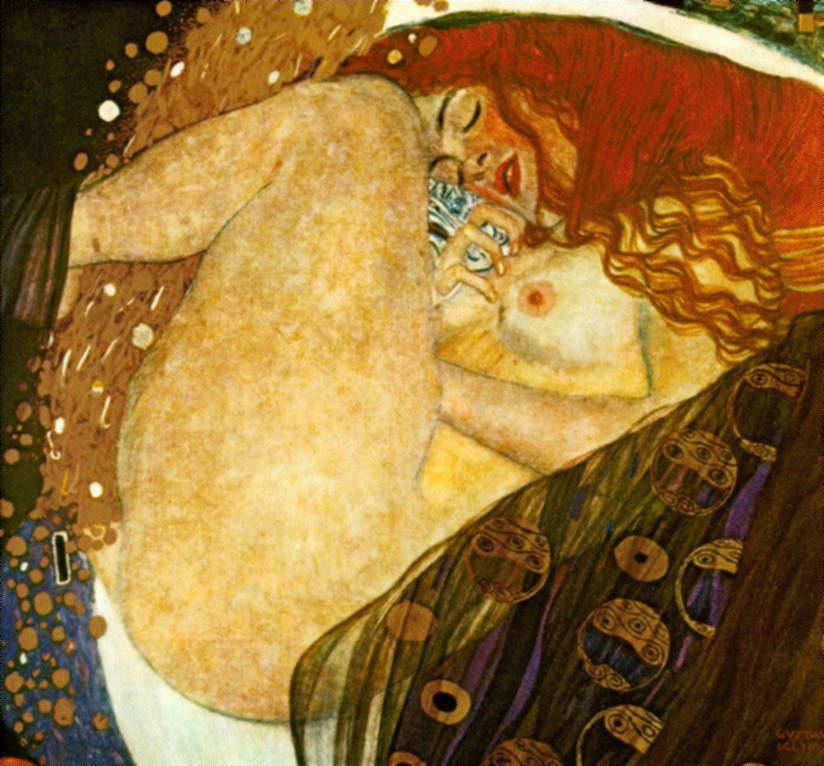
Danaë och guldregnet målat av Gustav Klimt

| Roller                                       | Stämma                 | Rollbesättning vid generalrepetitionen 16 augusti 1944 Dirigent: Clemens Krauss | Rollbesättning vid premiären 14 augusti 1952 Dirigent: Clemens Krauss  |
| -------------------------------------------- | ---------------------- | ------------------------------------------------------------------------------- | ---------------------------------------------------------------------- |
| Jupiter                                      | Baryton                | Hans Hotter                                                                     | Paul Schöffler                                                         |
| Mercur (Merkurius)                           | Tenor                  | Franz Klarwein                                                                  | Josef Traxel                                                           |
| Pollux, kung av Eos                          | Tenor                  | Karl Ostertag                                                                   | László Szmere                                                          |
| Danae, hans dotter                           | Sopran                 | Viorica Ursuelac                                                                | Annelies Kupper                                                        |
| Xanthe, Danaes tjänarinna                    | Sopran                 | Irmgard Handler                                                                 | Anny Felbermayer                                                       |
| Midas (alias Chrysopher), kung av Lydien     | Tenor                  | Horst Taubmann                                                                  | Josef Gostic                                                           |
| Fyra kungar, Pollux nevöer                   | Två tenorer Två basar  | Josef Trojan-Regar Walter Carnuth Georg Wieter Franz Theo Reuter                | August Jaresch Erich Majkut Harald Pröglhöf Franz Bierbach             |
| Fyra drottningar: Semele Europa Alkmena Leda | Sopran Mezzosopran Alt | Maud Cunitz Stefania Fratnik Maria Cornelius Anka Jelacic                       | Dorothea Siebert Esther Réthy Georgine von Milinkovic Sieglinde Wagner |
| Fyra väktare                                 | Basar                  |                                                                                 |                                                                        |

## Handling
Handlingen i Die Liebe der Danae tilldrar sig till en början på öriket Eos, vars välstånd har slösats bort av den nu bankrupte kung Pollux.

### Akt 1
ca 45 minter
I slottets tronsal har de arga fordringsägarna samlats för att få betalt. Pollux gör entré och, i ett försök att lugna ner dem, kungör att en ekonomisk lösning är på väg. Hans fyra systersöner har rest land och rike kring för att hitta en förmögen make åt hans dotter Danae. De har funnit en som visat intresse för henne och det är inte vem som helst: Kung Midas, den rikaste mannen i världen - han som allt vad han vidrör blir till guld. Fordringsägarna tror inte på detta då de vet att Danae avskyr män, hon är endast intresserad av rikedom. I förtvivlan genomsöker de rummet efter värdesaker. Ett musikaliskt mellanspel skildrar fallet av gyllene regndroppar, den förklädnad i vilken Jupiter har besökt Danae. När regnet slutar blir hon synlig, sömndrucken efter en tung natts sömn. Hon berättar för sin tjänarinna Xanthe om sin gudomliga dröm hon just har haft. Till tonerna av en avlägsen marsch återvänder kungens nevöer från uppdraget att finna henne en make. Beslutsamt står hon fast vid sitt löfte att avvisa varje friare som inte kan frambringa så mycket guld som mannen i hennes drömmar. Marschen fortsätter in i ett scenbyte till en pelarprydd borggård där de fyra kungliga nevöerna, deras tjänare och fyra drottningar välkomnas tillbaka till Eos. Drottningarna har alla varit älskarinnor åt Jupiter.  Resenärerna berättar om hur de kom till Lydien och visade Danaes porträtt för kung Midas som genast blev betagen av henne. När han vidrörde porträttet blev det till guld. När Midas skepp ses ankomma ön rusar alla utom Danae till hamnen för att välkomna honom. Ensam med sina tankar får hon besök av hans tjänare 'Chrysopher' och fattar genast tycke för honom. Ovetande om att han i själva verket är Midas som är bunden till ett hemligt fördrag: eftersom Jupiter har velat besöka Danae som en man istället för ett guldregn har han givit Midas (en enkel åsnedrivare) en gyllene gudagåva så att han som kung kan gifta sig med Danae och sedan tillåta guden att ligga med henne, förklädd till hennes nya make (som han gjorde med Alkmena). Guldbeklädda tjänare kommer för att förbereda Danae för hennes möte med sin tillkommande. 'Chrysopher' leder henne till kajkanten där massorna hälsar Jupiter (förklädd till Midas). Danae blir betagen av hans rikedom och slits nu mellan honom och 'Chrysopher'. När hon känner igen mannen som gjort besök hos henne i sina drömmar svimmar hon. Jupiter-Midas stampar med foten och en åskknall hörs.

### Akt 2
ca 40 minuter
I Danaes sängkammare förbereder de fyra drottningarna för bröllopet. De känner alla igen sin forna älskare som djupt generad ber dem att inte avslöja något för hans hustru Hera/Juno. De misstycker att Danae har vunnit hans hjärta men hoppas ändra på detta, så de lovar att inte säga något. Jupiter gör ensam anspråk på Danae men Midas övertalar honom att valet ska vara hennes och ingen annans. Lockad men också misstänksam över Danaes ointresse utfrågar Jupiter Midas om hans möte med henne. Han varnar Midas att hålla fingrarna borta från Danae annars kommer han ta tillbaka gåvan att förvandla allt han rör vid till guld. Rasande dundrar han sedan ut från scenen. Danae kommer in eskorterad av drottningarna, som alla råder henne att välja 'Chrysopher' framför den opålitlige Jupiter-Midas. När de blir ensamma avslöjar 'Chrysopher' sin rätta identitet som kung Midas och bevisar detta genom att förvandla det mesta i rummet till guld. Danae blir naturligtvis lycklig och musiken utmynnar i en glädjefull kärleksduett. Förblindade av passion faller de obetänksamt i varandras armar. En åskknall hörs och allt blir svart. När ljuset återvänder har Danae förvandlats till en guldstaty. Midas förbannar Jupiter som svarar att det var Midas som bröt deras avtal. De tävlar om hennes gunst. Jupiter lovar henne odödlighet och Midas erbjuder henne äkta kärlek och ett mänskligt öde. Inuti statyn hörs en röst som väljer fattigdomen med Midas framför gudomlig ära med Jupiter. Rasande gör guden henne levande igen men dömer de dödliga älskande till ett liv i fattigdom i mitten av en öken.

### Akt 3
ca 72 minuter
Vid en oas i ett namnlöst ökenland återfinns Danae och Midas. Hon inser att han har avsvurit sig guldförmågan till priset av att älska henne och är nu än mer övertygad att det är mannen Midas och inte guldmannen som hon älskar. Han berättar hur Jupiter bytte plats med honom då de fyra nevöerna anlände till Lydien med hennes porträtt och hur han följaktligen förklädde sig till Chrysopher. Paret ser ljust på framtiden, fattiga men lyckliga i varandras kärlek. Nästa scen utspelas i en skog vid foten av ett berg. Jupiter är försjunken i djupa tankar. Merkurius anländer och rapporterar att man på Olympen är skadeglada över att Danae föredrar en åsnedrivare framför en gud samt över Eos olycka och ekonomiska ruin. De fyra drottningarna kommer skrattande in. De smickrar och retar Jupiter med minnen från deras tidigare kärleksmöten i syfte att vinna tillbaka honom. Men alla har de åldrats och han tar farväl inte bara till dem utan till all mänsklig kärlek. Pollux, nevöerna och fordringsägarna stormar in för att kräva kompensation för förlusten av Danae. På Merkurius förslag trollar Jupiter fram ett regn av guldmynt som ersättning. Efter ett mellanspel och scenbyte återfinns Danae sittande ensam i en enkel hydda. Hon sjunger om den kärlek och frid som hon har funnit med Midas i deras enkla hem. Jupiter uppträder förklädd till en gammal arab som söker skydd. Merkurius har sagt att han ännu kanske har en chans att återfå Danae när hon haft tid att känna efter hur det är att leva fattig. Kanske kommer hon ändra uppfattning och välja Jupiter framför Midas. Men han finner henne inte bara nöjd utan även lycklig. Hon känner igen honom och säger att det var just en gammal man (Jupiter rycker till vid denna beskrivning) som var orsaken till hennes älskade Midas materiella uppgång och fall. Jupiter inser nu att han aldrig kommer få uppleva kärlek som människorna gör och han förenar sig med Danae i en duett om guldregn och sin tidigare kärlek till vårgudinnan Maia. Han ger henne sin framtida välsignelse och återvänder för alltid till Olympen just som Midas kommer in i hyddan. Hon välkomnar honom med ett glädjeskrik medan ridån faller.

## Orkesterbesättning
- Träblåsinstrument

3 tvärflöjter (flöjt 2 och 3 dubblerar på piccolaflöjt), 2 oboer, Engelskt horn, 3 klarinetter, basklarinett, 3 fagotter (fagott 3 dubblerar på kontrafagott)
- Bleckblåsinstrument

6 horn, 4 trumpeter, 4 tromboner, tuba
- Slagverk

Pukor, bastrumma, tamtam, cymbaler, virveltrumma, klockspel, bjällror, xylofon, tamburin, kastanjetter
- Stråkar

Harpa, Violin I (16), Violin II (16), Viola (12), Cello (10), Kontrabas (8)
- Klaverinstrument

Celesta, piano

## Diskografi
| År   | Roller: Jupiter, Merkur, Pollux, Danae                                 | Dirigent Orkester | Skivmärke                                                             |
| ---- | ---------------------------------------------------------------------- | --- | --------------------------------------------------------------------- |
| 1952 | Paul Schöffler, Josef Traxel, László Szemere, Annelies Kupper          | Clemens Krauss, Wienerfilharmonikerna och kör från Wiener Staatsoper (Inspelning från en föreställning från Festspelen i Salzburg den 14 augusti) | CD: Melodram Kat: 37061; Orfeo Kat: C 292 923                         |
| 2000 | Peter Coleman-Wright, Michael Hendrick, William Lewis, Lauren Flanigan | Leon Botstein, American Symphony Orchestra (Inspelning av ett konsertant framförande i Avery Fisher Hall i New York den 16 januari)               | CD: Telarc Kat: CD 80570                                              |
| 2003 | Franz Grundheber, Robert Chafin, Paul McNamara, Manuela Uhl            | Ulrich Windfuhr, Kiel Philharmonic Orchestra och Kieloperans kör                                                                                  | CD: cpo Kat: 999967-2                                                 |
| 2011 | Mark Delavan, Thomas Blondelle, Burkhard Ulrich, Manuela Uhl           | Andrew Litton, Orkester och kör från Deutsche Oper Berlin                                                                                         | DVD: Arthaus Musik, Cat: 101 580 Blu-ray: Arthaus Musik, Kat: 108 032 |